# Almanach Humanistyczny
Almanach Humanistyczny – kwartalnik wydawany w II obiegu w latach 1984-1989.

## Historia
Pismo ukazywało się z inicjatywy Społecznego Komitetu Nauki, łącznie ukazało się 11 numerów. Jego redaktorem naczelnym był Roman Zimand, członkami redakcji byli także Janusz Sławiński, Lucjan Suchanek i Bogdan Rogatko. Miało charakter akademicki, publikowało artykuły z różnych dziedzin humanistyki, często odrzucone przez cenzurę w wydawnictwach oficjalnych, m.in. prace krytycznoliterackie, filozoficzne, historyczne i politologiczne (autorzy publikowali pod własnymi nazwiskami). Wydawcą kwartalnika było wydawnictwo In Plus (do numeru 8), następnie Oficyna Literacka. Objętość pisma wahała się od 82 do 215 stron.
Kwartalnik otrzymał Nagrodę Kulturalną „Solidarności” za rok 1988.